# Противоречие (логика)
Противоречие е твърдение, в което се допускат като верни дадено съждение едновременно с неговото отрицание.
Ако в дадена теория се допусне противоречие, тя се нарича тривиална теория и се означава с 0. В такава теория може да се докаже всичко.